# 李阿齊
李阿齊（？—1914年3月3日），又名李阿良，台灣日治時期台南廳關帝廟（今臺南市關廟區）五甲庄人，台灣抗日人物，曾经发动關帝廟事件。
其父親李達为乙未戰爭抗日人物，后被处决，自此李阿齊从小就立志為父報仇。1912年羅福星來臺組織抗日勢力時受其鼓舞，亦打算抗日，其同伴大多是五甲庄人，他們以剃去周邊頭髮，獨留中央一小塊圓形區域為標誌。他与同乡计划於1913年10月20日左右袭击臺南，后被日军提前探悉逮捕，并于苗栗臨時法庭中被判死刑，於次年3月3日與羅福星、張火爐等人被處決。